# أنسالتا
أنسالتا (بالروسية: Ансалта) هي مدينة في جمهورية داغستان في روسيا. ويبلغ عدد سكانها حوالي 5509  نسمة.